# Myriam Léonie Mani
Pour les articles homonymes, voir Léonie.
Myriam Léonie Mani est une athlète camerounaise née le 21 mai 1977. Elle était spécialiste du 100 mètres et du 200 mètres (fin de carrière : 2008)
Elle mesurait 1,66 m pour 55 kg.
Ses meilleurs temps sont :
- 400 m : 53 s 0 (1998)
- 200 m : 22 s 41 à Kourou le 21 mai 2000
- 100 m : 10 s 98 à Athènes, le 11 juin 2001

Elle a participé aux Jeux olympiques 2008 et 2000, aux Mondiaux 2007, 2001, 1999 et 1997, 5e aux Championnats d'Afrique à Bambous et 2e et 3e à Radès

## Palmarès
- Médaillée d'argent sur 4 x 400 mètres aux Championnats d'Afrique d'athlétisme 1996 à Yaoundé
- Médaillée de bronze sur 100 mètres aux Championnats d'Afrique d'athlétisme 1996 à Yaoundé
- Médaillée de bronze sur 200 mètres aux Championnats d'Afrique d'athlétisme 1996 à Yaoundé
- Médaillée de bronze sur 4 x 400 mètres aux Championnats d'Afrique d'athlétisme 1998 à Dakar
- Médaillée de bronze sur 4 x 400 mètres aux Jeux africains de 1999 à Johannesbourg
- Médaillée d'or sur 100 mètres aux Championnats d'Afrique d'athlétisme 2000 à Alger
- Médaillée d'or sur 200 mètres aux Championnats d'Afrique d'athlétisme 2000 à Alger
- Médaillée d'or sur 4 x 400 mètres aux Championnats d'Afrique d'athlétisme 2000 à Alger
- vainqueur  du  grand  prix  IAAF  de Melbourne  en 2001.